# Guglielmina d'Assia-Kassel
Guglielmina d'Assia-Kassel (Kassel, 25 febbraio 1726 – Berlino, 8 ottobre 1808) fu una principessa d'Assia-Kassel, divenuta, a seguito del matrimonio, principessa di Prussia.

## Biografia
Guglielmina era figlia del principe Massimiliano d'Assia-Kassel, fratello del langravio Guglielmo VIII d'Assia-Kassel e del re di Svezia Federico I . Sua madre era la principessa Federica Carlotta, figlia del langravio Ernesto Luigi d'Assia-Darmstadt.
Sposò il 25 giugno 1752 il principe Enrico di Prussia, che aveva conosciuto in occasione di una sua visita a Kassel nel 1751.
Guglielmina venne descritta dai contemporanei come un'affascinante bellezza. Ella tenne una propria corte, distinta da quella del marito, con cui visse nel castello di Rheinsberg ed a Berlino. Dal matrimonio con Enrico non nacque alcun figlio, tanto più che il principe era noto per prestare più attenzioni ai suoi amici che alla moglie. La coppia si separò infine nel 1766, dopo una presunta liaison di Guglielmina.
Dopo la separazione, la principessa visse nel palazzo Unter den Linden a Berlino. Guglielmina fu uno dei pochi membri della famiglia reale prussiana rimasti a Berlino durante l'occupazione francese del 1806.

## Ascendenza
|                                                   |                                       |                                                | Genitori                                             |  |  | Nonni |  |  | Bisnonni                               |  |  | Trisnonni                             |  |
|                                                   |                                       |                                                |                                                      |  |  |       |  |  | Guglielmo VI, Langravio d'Assia-Kassel |  |  | Guglielmo V, Langravio d'Assia-Kassel |  |
|                                                   |                                       |                                                |                                                      |  |  |       |  |  | Guglielmo VI, Langravio d'Assia-Kassel |  |  | Guglielmo V, Langravio d'Assia-Kassel |  |
|                                                   |                                       | Contessa Amalia Elisabetta di Hanau-Münzenberg |                                                      |  |  |       |  |  | Guglielmo VI, Langravio d'Assia-Kassel |  |  |                                       |  |
| Carlo I, Langravio d'Assia-Kassel                 |                                       |                                                |                                                      |  |  |       |  |  | Guglielmo VI, Langravio d'Assia-Kassel |  |  |                                       |  |
|                                                   |                                       | Margravia Edvige Sofia di Brandeburgo          | Giorgio Guglielmo, Elettore di Brandeburgo           |  |  |       |  |  |                                        |  |  |                                       |  |
|                                                   |                                       | Margravia Edvige Sofia di Brandeburgo          | Giorgio Guglielmo, Elettore di Brandeburgo           |  |  |       |  |  |                                        |  |  |                                       |  |
|                                                   |                                       | Margravia Edvige Sofia di Brandeburgo          | Contessa Palatina Elisabetta Carlotta di Simmern     |  |  |       |  |  |                                        |  |  |                                       |  |
| Langravio Massimiliano d'Assia-Kassel             |                                       | Margravia Edvige Sofia di Brandeburgo          |                                                      |  |  |       |  |  |                                        |  |  |                                       |  |
|                                                   |                                       | Giacomo Kettler                                | Guglielmo Kettler                                    |  |  |       |  |  |                                        |  |  |                                       |  |
|                                                   |                                       | Giacomo Kettler                                | Guglielmo Kettler                                    |  |  |       |  |  |                                        |  |  |                                       |  |
|                                                   |                                       | Giacomo Kettler                                | Duchessa Sofia di Prussia                            |  |  |       |  |  |                                        |  |  |                                       |  |
| Amalia di Curlandia                               |                                       | Giacomo Kettler                                |                                                      |  |  |       |  |  |                                        |  |  |                                       |  |
|                                                   |                                       | Margravia Luisa Carlotta di Brandeburgo        | Giorgio Guglielmo, Elettore di Brandeburgo           |  |  |       |  |  |                                        |  |  |                                       |  |
|                                                   |                                       | Margravia Luisa Carlotta di Brandeburgo        | Giorgio Guglielmo, Elettore di Brandeburgo           |  |  |       |  |  |                                        |  |  |                                       |  |
|                                                   |                                       | Margravia Luisa Carlotta di Brandeburgo        | Contessa Palatina Elisabetta Carlotta del Reno       |  |  |       |  |  |                                        |  |  |                                       |  |
| Principessa Guglielmina d'Assia-Kassel            |                                       | Margravia Luisa Carlotta di Brandeburgo        |                                                      |  |  |       |  |  |                                        |  |  |                                       |  |
|                                                   | Luigi VI, Langravio d'Assia-Darmstadt | Giorgio II, Langravio d'Assia-Darmstadt        |                                                      |  |  |       |  |  |                                        |  |  |                                       |  |
|                                                   | Luigi VI, Langravio d'Assia-Darmstadt | Giorgio II, Langravio d'Assia-Darmstadt        |                                                      |  |  |       |  |  |                                        |  |  |                                       |  |
|                                                   | Luigi VI, Langravio d'Assia-Darmstadt | Principessa Sofia Eleonora di Sassonia         |                                                      |  |  |       |  |  |                                        |  |  |                                       |  |
| Ernesto Luigi, Langravio d'Assia-Darmstadt        | Luigi VI, Langravio d'Assia-Darmstadt |                                                |                                                      |  |  |       |  |  |                                        |  |  |                                       |  |
|                                                   |                                       | Elisabetta Dorotea di Sassonia-Gotha-Altenburg | Ernesto I, Duca di Sassonia-Gotha                    |  |  |       |  |  |                                        |  |  |                                       |  |
|                                                   |                                       | Elisabetta Dorotea di Sassonia-Gotha-Altenburg | Ernesto I, Duca di Sassonia-Gotha                    |  |  |       |  |  |                                        |  |  |                                       |  |
|                                                   |                                       | Elisabetta Dorotea di Sassonia-Gotha-Altenburg | Principessa Elisabetta Sofia di Sassonia-Altenburg   |  |  |       |  |  |                                        |  |  |                                       |  |
| Langravia Federica Carlotta d'Assia-Darmstadt     |                                       | Elisabetta Dorotea di Sassonia-Gotha-Altenburg |                                                      |  |  |       |  |  |                                        |  |  |                                       |  |
|                                                   |                                       | Alberto II, Margravio di Brandeburgo-Ansbach   | Gioacchino Ernesto, Margravio di Brandeburgo-Ansbach |  |  |       |  |  |                                        |  |  |                                       |  |
|                                                   |                                       | Alberto II, Margravio di Brandeburgo-Ansbach   | Gioacchino Ernesto, Margravio di Brandeburgo-Ansbach |  |  |       |  |  |                                        |  |  |                                       |  |
|                                                   |                                       | Alberto II, Margravio di Brandeburgo-Ansbach   | Contessa Sofia di Solms-Laubach                      |  |  |       |  |  |                                        |  |  |                                       |  |
| Margravia Dorotea Carlotta di Brandeburgo-Ansbach |                                       | Alberto II, Margravio di Brandeburgo-Ansbach   |                                                      |  |  |       |  |  |                                        |  |  |                                       |  |
|                                                   |                                       | Sofia Margherita di Oettingen-Oettingen        | Gioacchino Ernesto, Conte di Oettingen-Oettingen     |  |  |       |  |  |                                        |  |  |                                       |  |
|                                                   |                                       | Sofia Margherita di Oettingen-Oettingen        | Gioacchino Ernesto, Conte di Oettingen-Oettingen     |  |  |       |  |  |                                        |  |  |                                       |  |
|                                                   |                                       | Sofia Margherita di Oettingen-Oettingen        | Contessa Anna Sibilla di Solms-Sonnenwalde           |  |  |       |  |  |                                        |  |  |                                       |  |
|                                                   |                                       | Sofia Margherita di Oettingen-Oettingen        |                                                      |  |  |       |  |  |                                        |  |  |                                       |  |